# Chiesa di Sant'Agostino (Perugia)
La chiesa di Sant'Agostino è una chiesa della città di Perugia, situata in piazza Domenico Lupattelli, lungo Corso Garibaldi, la via principale del quartiere di Porta Sant'Angelo.

## Storia e descrizione
Il  nucleo più antico della chiesa viene eretto all'epoca del trasferimento delle spoglie del Santo dalla Sardegna a Pavia, quando i frati dall'eremo agostiniano di Monte Tezio si spostano a Perugia con l'intento di condurre vita attiva nell'ambito cittadino: esso viene concluso entro il XII secolo e corrispondeva al luogo dove più tardi viene realizzato il refettorio. Si presentava corrispondente a uno schema assai semplice e comune, quale un vano rettangolare con in fondo un'abside poligonale o quadrata, il tutto ricoperto da volte articolate in campate; la finestratura assai alta e scarsa.
L'edificio assume un significativo ruolo già dall'anno 1279, come sede del Capitolo Generale di tutta la religione; se ne deduce che già allora doveva essere in atto, dopo undici anni di elemosine raccolte a questo fine, il progetto di ampliamento della struttura architettonica.
I frati decidono per ragioni contingenti di opportunità e urgenza di aggiungere solo un transetto, tale comunque da raddoppiare il vano duecentesco. 
La navata non poteva infatti essere allungata per non invadere lo spazio della piazza antistante, né allargata in quanto dalla parte destra esisteva già il convento di monache dette Carcerelle e, da quella sinistra, un grande pozzo a disposizione del quartiere: viene così eretto un campanile ottagono (che presenta problemi statici fin dal principio) e una grande crociera con sette cappelle absidali, che si tradussero in sette spazi abbelliti da affreschi e vetrate policrome. 
La prima navata diviene uno spazio antistante, di introduzione al vero e proprio vano sacro che risulta essere compreso sotto la crociera, area architettonicamente più complessa e articolata della prima, di finestratura e dunque illuminazione abbondante, proveniente da bifore disegnate anch'esse in maniera estrosa e assai rara (interrotte a metà da un architrave provvisto di trilobi e trafori), a sembrare quasi una doppia finestra.
Una terza fase nella storia di questo complesso architettonico, per Perugia gotica secondo soltanto all'immensa mole di San Domenico, è quella dell'abbellimento, che segue passo passo la prosperità dell'ordine e di questa sua sede: per il campanile si rinuncia al fusto ottagono e alla cuspide; precisamente nel 1473 comincia la decorazione della facciata. Essa si presenta con la metà inferiore a pietre quadre rosse, incorniciate da linee bianche per lungo e per largo, un grande spazio ad arco incornicia il portale gemino, esemplato sul modello della Basilica assisiate; l'altra metà viene invece lasciata in laterizio con il contributo cinquecentesco dell'architetto perugino Bino Sozi.

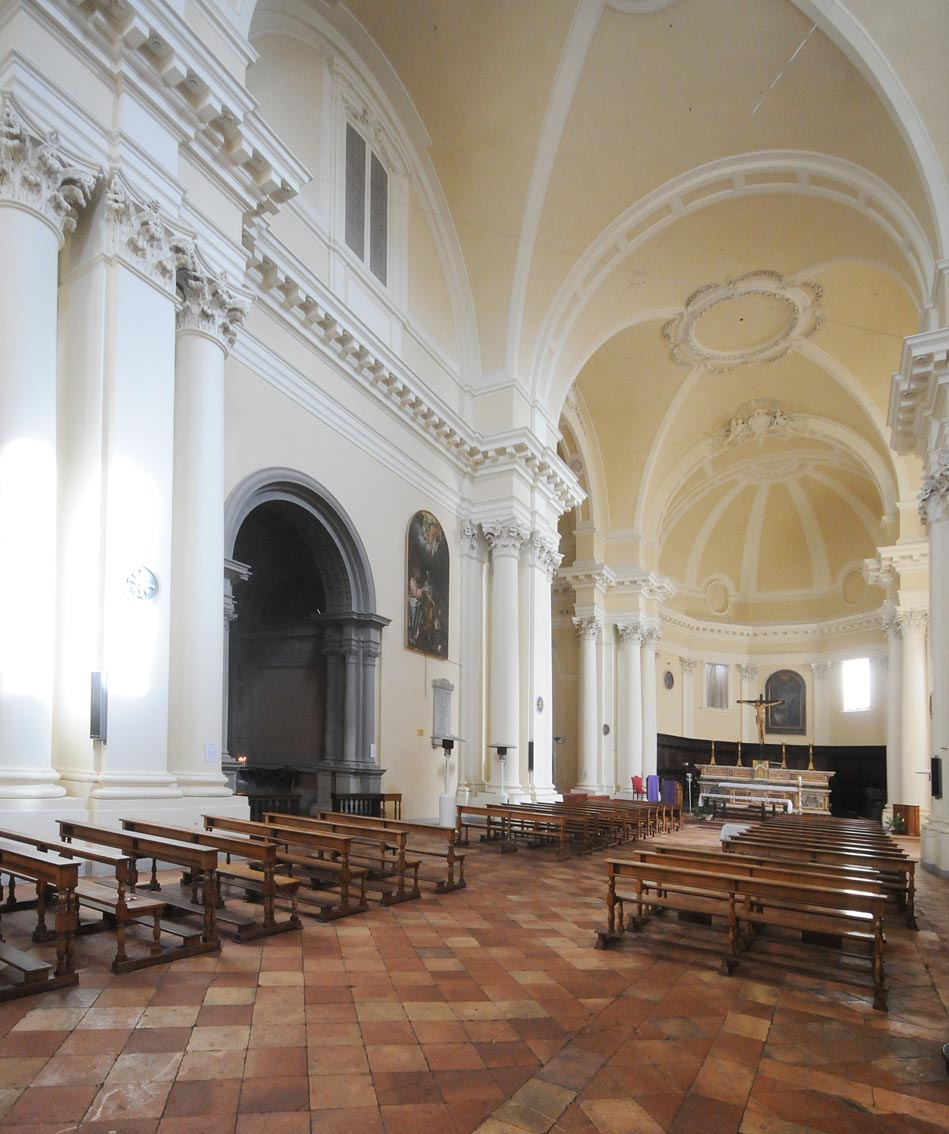
Veduta dell'interno

Per quanto concerne la decorazione strutturale dello spazio interno, fino a tutto il XVI secolo si assiste a una continuativa opera di arricchimento: a fine Trecento vengono aperte piccole cappelle sul fianco sinistro, poco dopo, per opera di Francesco di Guido di Virio, una in stile brunelleschiano lungo il destro, seguita da un'altra più in fondo, ancora gotica. Ancora un altro spazio analogo, tornando dalla parte sinistra della nave, lo apre un architetto evidentemente influenzato da Alessi e Sanmicheli, già nel Cinquecento.
Per concludere questa parte, sarà Valentino Martelli (Perugia 1550-1630) a erigere due pulpiti in pietra agli angoli di incontro fra navata e crociera.

Fu Pietro Vannucci Perugino (Città della Pieve 1448 – Fontignano 1523) a occuparsi della decorazione centrale del complesso: suo il polittico col Battesimo di Cristo (ultima opera dell'artista), oggi conservato fra la Galleria Nazionale dell’Umbria e la chiesa di San Pietro a Perugia e vari musei francesi (Musée des Beaux Arts di Grenoble e Lione, Musée du Louvre e Musée des Augustins di Tolosa) e inglesi (Museum of Art di Birmingham), così come con tutta probabilità suo il disegno secondo il quale Baccio d’Agnolo (Firenze 1462-1543) esegue il preziosissimo coro ligneo intarsiato nel 1502.

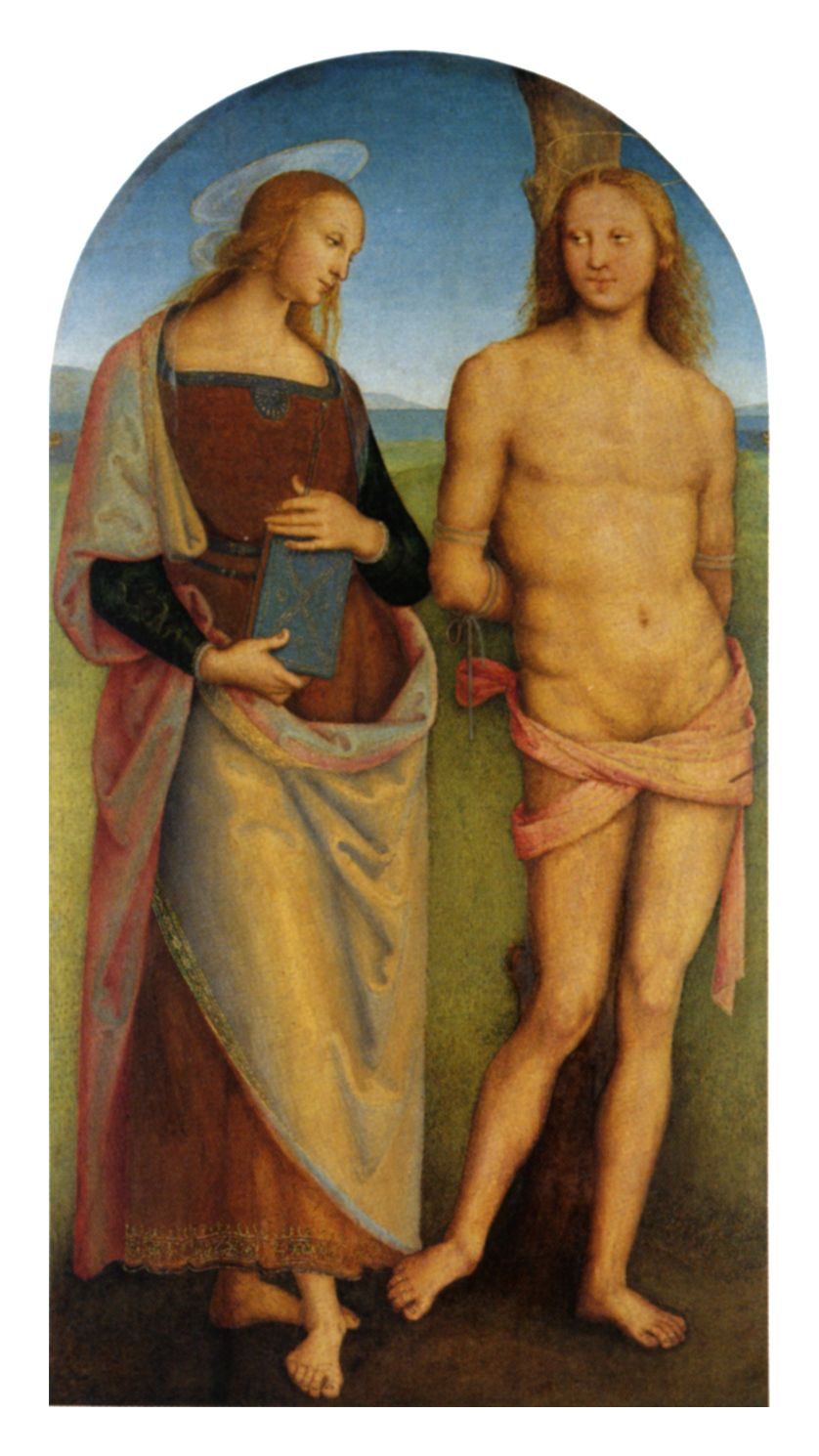
Sant’Irene e San Sebastiano, Museo di Grenoble

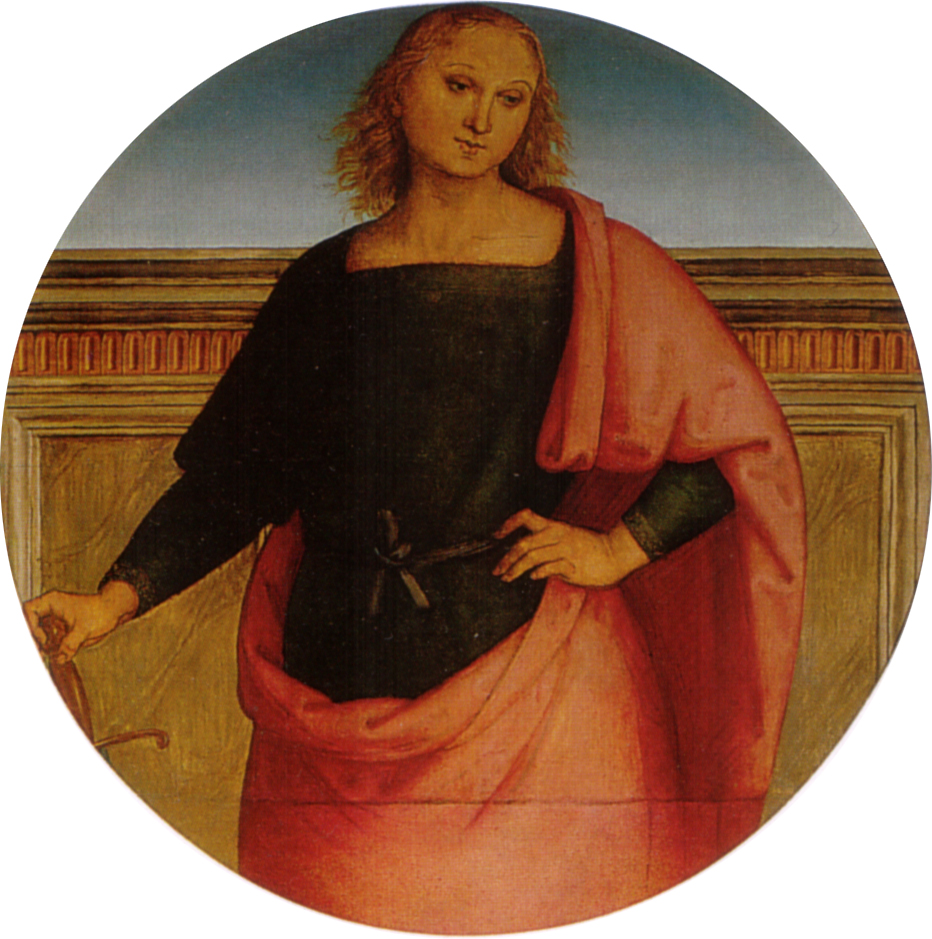
Giovane santo con spada, Louvre

Durante l'occupazione francese, la chiesa fu soggetta a diverse spoliazioni napoleoniche. Secondo il catalogo pubblicato nel Bulletin de la Société de l'art français del 1936, vi erano conservate diverse opere che vennero inviate in Francia che non fecero più ritorno dopo il Congresso di Vienna. Tra di esse si possono ricordare: 
- La Vergine in gloria, san Antonio abate, e santa Lucia, del Barocci, oggi al Louvre, sequestrato il 27 febbraio 1797 e portato a Parigi il 27 Luglio 1798 al museo del Louvre nel 1798, poi nella chiesa di Notre Dame nel 1802 e quindi di nuovo al Musée Napoléon/Louvre dal 1804
- Quattro santi, san Luigi Gonzaga e la Vergine, del Guercino, sequestrato il 31 Luglio 1797, a Parigi al Musée du Louvre nel 1798, poi spostato al Musée de Bruxelles nel 1801
- Giovane santo con spada, del Perugino, sequestrato il 27 febbraio 1797, a Parigi dal 27 luglio 1798, oggi  al Louvre
- Sant Bartolomeo, del Perugino, sequestrato il 27 febbraio 1797, a Parigi dal 27 luglio 1798, oggi al museo di Birmingham
- San Giovanni Evangelista, del Perugino, sequestrato il 27 febbraio 1797, a Parigi dal 27 luglio 1798, oggi al Museo di Tolosa
- Santa Apollonia, del Perugino, sequestrato il 27 febbraio 1797, a Parigi dal 27 luglio 1798, oggi distrutto col bombardamento di Strasburgo
- Vergine, Gesu san Gerolamo e sant'Agostino, del Perugino, sequestrato il 27 febbraio 1797, a Parigi dal 27 luglio 1798, oggi al Museo di Bordeaux
- Discesa dalla Croce, del Perugino, sequestrato il 27 febbraio 1797, a Parigi dal 27 luglio 1798, oggi al Museo del Louvre
- San Ercolano e San Giacomo Maggiore, del Perugino, sequestrato il 27 febbraio 1797, a Parigi dal 27 luglio 1798, oggi al Museo di Grenoble
- San Sebastiano e santa Apollonia, del Perugino, sequestrato il 27 febbraio 1797, a Parigi dal 27 luglio 1798, oggi al Museo di Lione

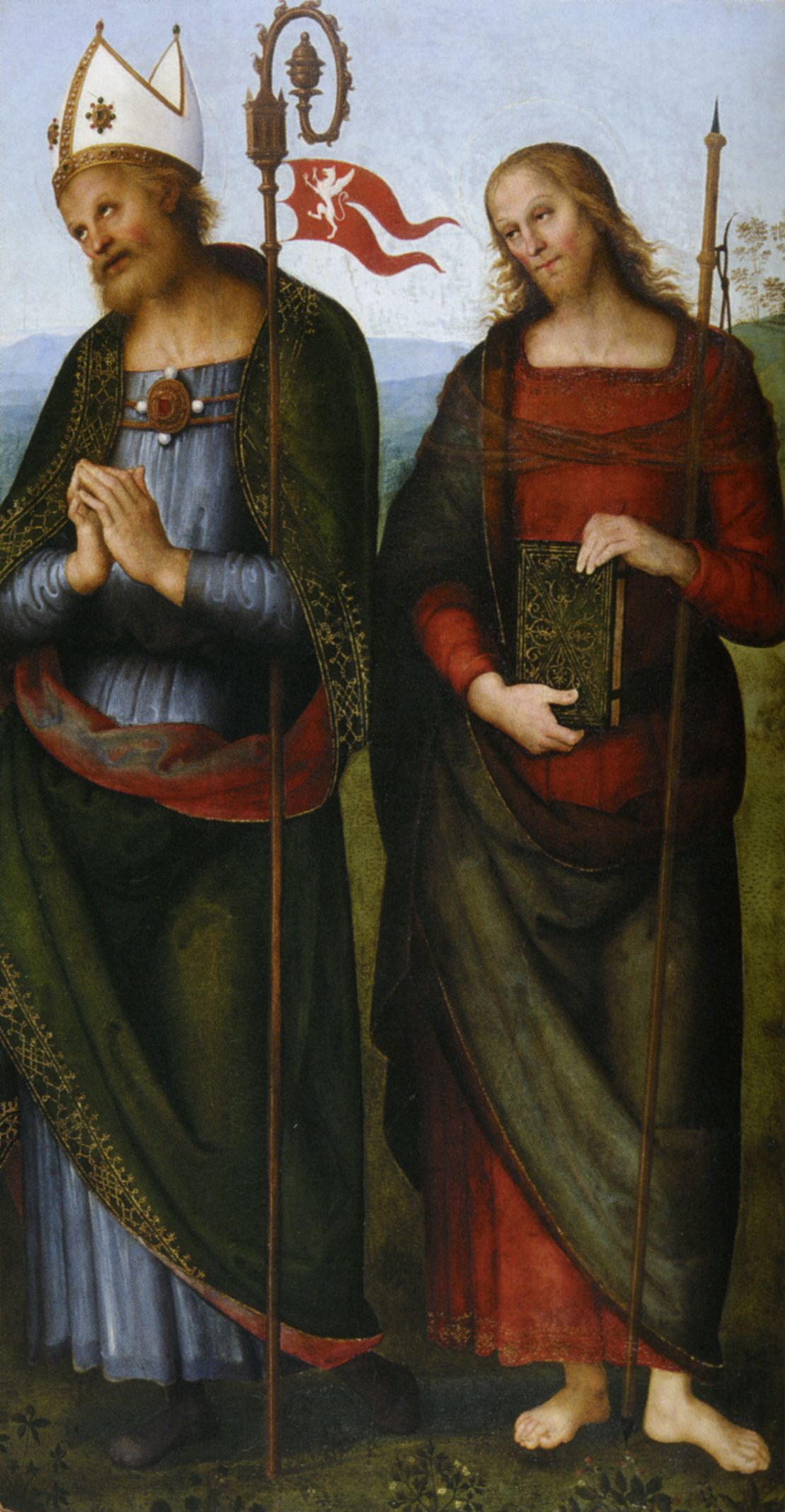
Sant’Ercolano e San Giacomo Maggiore, Museo di Lione

Ad abbellire originariamente l'edificio ecclesiale erano anche: una Madonna col Bambino di Girolamo da Cremona (1451-1483), parte centrale di un quadro prima attribuito a Fiorenzo di Lorenzo, eseguita intorno al 1470 per la sagrestia e oggi alla Galleria Nazionale dell’Umbria; la Pala Tezi, eseguita sempre dal Vannucci nel 1500 per il notaio ser Angelo Tezi e oggi in parte alla Galleria Nazionale dell’Umbria e in parte (predella con l'Ultima Cena, forse di bottega) presso gli Staatliche Museen di Berlino; un'Adorazione dei Magi, dipinta da Eusebio da San Giorgio (Perugia 1465 ca. - post 1540) nel 1505 per la cappella Oddi e oggi sempre nella Galleria suddetta. 
Ancora Domenico Alfani (Perugia 1480 - post 1553), nel 1545 circa, realizza la pala opistografa con l’Adorazione dei Magi (oggi Galleria Nazionale dell’Umbria) e la Visitazione (oggi Musée du Louvre); nel 1524 Severo di Paride Petrini commissiona per la propria cappella una Madonna col Bambino e quattro Santi custodita ora presso la Galleria Nazionale dell’Umbria, dove si trova anche la Natività della Vergine, eseguita da Dono Doni (Assisi primi XVI secolo - 1575 ca.) nel 1561 per la corporazione dei ciabattini lombardi. 

## Descrizione
L'interno, per il quale Annibale Mariotti parlò addirittura di «chiesa cemeteriale», annotando per esso la presenza di circa duecento sepolcri gentileschi al suo interno, conserva ancora notevoli opere pittoriche. 
Nella seconda cappella a sinistra si trova una Crocifissione affrescata da Pellino di Vannuccio (1377), nella terza un altro bellissimo affresco, di ancora incerto autore, attivo nella prima metà del XVI secolo, rappresentante la Madonna in trono fra i Santi Giuseppe e Girolamo; nella quarta è il marchigiano Giovanni Battista Lombardelli (Montenuovo 1535/40-1592 ca.) a realizzare a fine Cinquecento le lunette con Storie di Santa Lucia.
La prima cappella a destra (quella di Francesco di Guido) conserva una Madonna delle Grazie a fresco, attribuita a Giannicola di Paolo (Deruta 1460/65 - Perugia 1544); la seconda e la terza custodiscono opere assegnate ad Arrigo Fiammingo (Mechelen 1530 ca. - Roma 1597) e rispettivamente Cristo e Sant'Andrea (1551) e il Martirio di Santa Caterina (1560).  
Dietro il transetto si trovano le cappelle più antiche, appartenenti alla primitiva struttura gotica e sono decorate dagli affreschi dei celeberrimi Allegretto Nuzi (Fabriano 1315 ca. -1373) e da quelli di Piero di Puccio, realizzati a cavallo fra XIV e XV secolo. 

## Oratorio di Sant'Agostino
Alla destra della chiesa, sorgeva l'attinente oratorio databile al 1405 e successivamente restaurato nel XVII sec. e nel XVIII. 
Appartenente alla Confraternita del Suddetto santo, una delle tre confraternite perugine: San Francesco, Sant'Agostino e San Domenico,  associazioni di laici che svolgevano attività caritativa e di solidarietà, che  nel 1472  si unirono e nel 1890 si trasformarono in Pio Sodalizio Braccio Fortebracci, attuale titolare dei due splendidi oratori rimasti: Oratorio della Confraternita dei Disciplinati di San Francesco e l’Oratorio della Confraternita disciplinata di S. Agostino.
Il complesso si compone di due oratori sovrapposti a pianta rettangolare, il primo superiore, più recente e il sottostante più antico.
Quello superiore fu edificato e decorato nel XIV sec., e rinnovato nei sec. XVl e XVII. Vi si accede attraverso un primo ambiente con affreschi di Francesco Appiani (1762), ci si immette  poi nel magnifico oratorio con magnifiche decorazioni del protobarocco perugino . Le pareti sono coperte di tele che raccontano le Storie di Gesù e fatti della vita di Filippo e Giacomo, tutte di Giulio Cesare Angeli (1618-30) tranne le ultime tre a destra di Bernardino Gagliardi (1656). Un ciclo pittorico manierista rispondente ai tre dettami del Concilio di Trento: - primo che l’opera rispondesse a Vaghezza unita a magnificenza, secondo che apporti devozione e pietà, il terzo che rispondesse a durabilità con spesa convenevole. Nella parete di fondo, si erge l'altare dell'artista Marco Pace, databile al 1586, su cui è possibile ammirare la tavola dipinta da Raffaellino dal Colle (1563) rappresentante la “Vergine in gloria fra santi”. 
Il soffitto ligneo (1698), intagliato e dorato dai Francesi Carlo D’Amuele e Monsù Filippo, ingloba gli affreschi settecenteschi di Mattia Batini (foto 4). Completano la sala i seggi lignei incominciati nel XVI sec. da Marco Pace. 
Nella sacrestia si ammirano decorazioni prospettiche di Pietro Carattoli (1762) e i dipinti di Francesco Appiani con le storie disant'Agostino, all'altare Stendardo processionale di Giovanni Antonio Scaramuccia (1625): La Vergine e Santi Agostino, Francesco e Domenico.
L'oratorio sottostante, sede dell'antica confraternita,  si presenta nella semplicità della sua architettura, perché non ha subito il rinnovamento dei secoli XVI e XVII. È un'unica aula rettangolare con le volte a crociera costolonate. Alle pareti tracce di affreschi trecenteschi di notevole qualità pittorica, tra le quali la crocefissione attribuita al Maestro di Paciano. Nella parete di fondo è un’altra Crocifissione in affresco degli inizi del XVI di scuola peruginesca.